# Léon Delacroix
Léon Frédéric Gustave Delacroix (Saint-Josse-ten-Noode, 1867. december 27. – Baden-Baden, 1929. október 15.) belga politikus és államférfi volt, Belgium miniszterelnöke 1918–1920 között.

## Élete
A Brüsszeli Szabadegyetemen (Université Libre de Bruxelles) tanult jogot és 1889-ben Brüsszelben kezdte meg ügyvédi pályafutását. 1909-ben a belga feljebbviteli bíróságon (Cour de Cassation) volt ügyvéd, majd 1917-ben az itt dolgozó ügyvédek testületének elnöke lett.
Politikai pályafutásának elején 1908 és 1911 között Ixelles helyi önkormányzati képviselője volt, majd 1919 és 1921 között a katolikus párt képviseletében megválasztották Namur kerület (arrondissement) képviselőjének a belga képviselőházba.
Az első világháború befejezése után I. Albert belga király felkérte egy katolikus, liberális és szocialista politikusokból álló nemzeti egységkormány megalakítására. A kormány 1918. november 21-én lépett hivatalba. Delacroix volt az első belga kormányfő, aki hivatalosan a miniszterelnök megnevezést kapta, korábban ezt a tisztséget a kabinet vezetőjének (Chef de Cabinet) nevezték. A miniszterelnöki poszt mellett 1918 és 1920 között pénzügyminiszter, illetve 1920-ban rövid időre külügyminiszter.
Kormányzása alatt vezették be az általános választójogot a nagykorú férfiak részére (korábban vagyoni és jövedelmi feltételekhez kötötték a választásokon való részvételt). További törvényeket hoztak még a jövedelemadó bevezetéséről, az alkoholárusítás szabályozásáról, illetve a 8 órás munkanap kötelezővé tételéről.
1920. november 3-án kormánya lemondott, ekkor Delacroix-t államminiszterré nevezték ki. 1920 és 1929 között Párizsban képviselte Belgium érdekeit a háborús jóvátételi fizetségeket felügyelő bizottságban. 1929-ben a németországi Baden-Baden-ben halt meg.

## Az első Delacroix-kormány tagjai
| Miniszteri tiszt                          | Név                    | Párt        |
| ----------------------------------------- | ---------------------- | ----------- |
| Miniszterelnök és pénzügyminiszter        | Léon Delacroix         | Katolikus   |
| Külügyminiszter                           | Paul Hymans            | Liberális   |
| Belügyminiszter                           | Charles de Broqueville | Katolikus   |
| Művészeti és tudományos miniszter         | Alphonse Harmignie     | Katolikus   |
| Igazságügyminiszter                       | Emile Vandervelde      | Szocialista |
| Mezőgazdasági miniszter                   | Albéric Ruzette        | Katolikus   |
| Ipari, munkaügyi és újjáépítési miniszter | Joseph Wauters         | Szocialista |
| Közmunkaügyi miniszter                    | Edward Anseele         | Szocialista |
| Vasút, posta és távközlési miniszter      | Jules Renkin           | Katolikus   |
| Hadügyminiszter                           | Fulgence Masson        | Liberális   |
| Gyarmatügyi miniszter                     | Louis Franck           | Liberális   |
| Gazdasági miniszter                       | Henri Jaspar           | Katolikus   |

## A második Delacroix-kormány tagjai
A második kormány 1919. december 2-án, a választások után alakult meg, 5 katolikus, 4 szocialista és 3 liberális politikus részvételével.
| Miniszteri tiszt                          | Név               | Párt        |
| ----------------------------------------- | ----------------- | ----------- |
| Miniszterelnök és pénzügyminiszter        | Léon Delacroix    | Katolikus   |
| Külügyminiszter                           | Paul Hymans       | Liberális   |
| Belügyminiszter                           | Jules Renkin      | Katolikus   |
| Művészeti és tudományos miniszter         | Jules Destrée     | Szocialista |
| Igazságügyminiszter                       | Emile Vandervelde | Szocialista |
| Mezőgazdasági miniszter                   | Albéric Ruzette   | Katolikus   |
| Ipari, munkaügyi és újjáépítési miniszter | Joseph Wauters    | Szocialista |
| Közmunkaügyi miniszter                    | Edward Anseele    | Szocialista |
| Vasút, posta és távközlési miniszter      | Prosper Poullet   | Katolikus   |
| Honvédelmi miniszter                      | Fulgence Masson   | Liberális   |
| Gyarmatügyi miniszter                     | Louis Franck      | Liberális   |
| Gazdasági miniszter                       | Henri Jaspar      | Katolikus   |

### Változások
- 1920. február 4.
  - Fulgence Masson (liberális) lemondott a honvédelmi miniszteri posztról, helyét Paul-Émile Janson vette át.
- 1920. június 2.
  - Jules Renkin (katolikus) lemondott a belügyminiszteri posztról, helyét Henri Jaspar vette át.
  - Henri Jaspar (katolikus) lemondott a gazdasági miniszteri posztról, helyét Fernand de Wouters d'Oplinter vette át.
- 1920. augusztus 28.
  - Paul Hymans (liberális) lemondott a külügyminiszteri posztról, helyét ideiglenesen Léon Delacroix miniszterelnök és pénzügyminiszter vette át.

## Érdekesség
2006. szeptembertől Delacroix nevét viseli az egyik brüsszeli metrómegálló, amely Anderlecht kerületben, az 1929 óta a nevét viselő utca közelében található.

## Fordítás
- Ez a szócikk részben vagy egészben  a   Léon Delacroix című angol Wikipédia-szócikk fordításán alapul.  Az eredeti cikk szerkesztőit annak laptörténete sorolja fel. Ez a jelzés csupán a megfogalmazás eredetét és a szerzői jogokat jelzi, nem szolgál a cikkben szereplő információk forrásmegjelöléseként.